# Слобідка (Смолевицький район)
Слобідка (біл. вёска Слабодка) — село в складі Смолевицького району Мінської області, Білорусь. Село підпорядковане Драчківській сільській раді, розташоване в центральній частині області.